# レイ・キャンディ
レイ・キャンディ（Ray Candy、本名：Ray Canty、1951年12月3日 - 1994年5月23日）は、アメリカ合衆国のプロレスラー。ジョージア州ディケーター出身のアフリカ系アメリカ人。
巨漢の黒人レスラーとして、アメリカ南部を主戦場に活動。日本にも昭和期の各団体に参戦し、アブドーラ・ザ・ブッチャーと組んでインターナショナル・タッグ王座を獲得するなどの実績を残した。

## 来歴
1973年に地元のジョージア地区（アン・ガンケル主宰のオール・サウス・レスリング・アライアンス）でデビュー。大型の黒人ベビーフェイスとして売り出され、1975年7月30日にテキサス西部のアマリロ地区にてボビー・ジャガーズからNWAウエスタン・ステーツ・ヘビー級王座を奪取、8月20日にはドリー・ファンク・ジュニアと組んで同タッグ王座にも戴冠している。
以降もアメリカ南部を転戦し、1976年9月28日にはフロリダ州タンパでテリー・ファンクのNWA世界ヘビー級王座に挑戦。テネシーでは1977年にピストル・ペッツ・ワトレーとの黒人タッグチームで活躍、巨漢のキャンディと小柄なワトレーという凸凹コンビで人気を博す。1978年にはルイジアナでアーニー・ラッド、ジョージアでアブドーラ・ザ・ブッチャーら先輩の黒人ヒールと抗争を展開して名を売った。ジョージアでは1979年8月3日にブラックジャック・ランザ、11月30日にキラー・カール・コックスを破りTV王座を2回獲得している。
ジョージアでの抗争を通しブッチャーに目をかけられ、1979年10月にブッチャーのパートナーとして全日本プロレスに初来日。10月12日に旭川でジャイアント馬場&ジャンボ鶴田の師弟コンビからインターナショナル・タッグ王座を奪取する。1週間後、郡山で馬場と鶴田に奪回されるが、それまでブッチャーが自分の子分として帯同してくる黒人選手（ビッグ・レッド、ビッグ・バッド・オーなど）は期待外れが多かったこともあり、注目を集めた。
1980年3月にはブッチャー軍団の副将となってチャンピオン・カーニバルの第8回大会に再来日。テリー・ファンク、ディック・スレーター、テッド・デビアスのファンク・ファミリーと抗争を展開した。同年8月の来日ではオースチン・アイドルのパートナーを務め、PWF杯争奪タッグトーナメントに出場。1回戦でプリンス・トンガ&大仁田厚を下すも、準決勝でザ・デストロイヤー&ザ・クルーザーに敗退した。
翌1981年2月には国際プロレスに参戦し、3月24日の宮城県泉市大会でラッシャー木村のIWA世界ヘビー級王座に挑戦（これが東京12チャンネル『国際プロレスアワー』レギュラー放送における最後の中継試合となった）。シリーズ中は同年秋に開催予定だった『ルー・テーズ杯争奪戦』の後期予選も行われ、アニマル浜口、ルーク・グラハム、マッハ隼人、レッド・デビルらを下して決勝リーグ進出を決めたが、開催前に国際プロレスが崩壊したため出場は幻に終わった。
帰国後の同年6月29日、アラバマのサウスイースタン地区にてジミー・ゴールデンからNWAアラバマ・ヘビー級王座を奪取。その後、覆面レスラーのマスクド・スーパーフライ（The Masked Superfly）に変身するなどアメリカでもヒールとして活動するようになり、1982年はセントラル・ステーツ地区にてルーファス・ジョーンズやブルース・リード、ディック・ザ・ブルーザー、アンドレ・ザ・ジャイアント、ハーリー・レイスとも対戦。テキサス東部のダラス地区ではキングコング・バンディやワイルド・ビル・アーウィンと共闘し、フォン・エリック兄弟と抗争した。

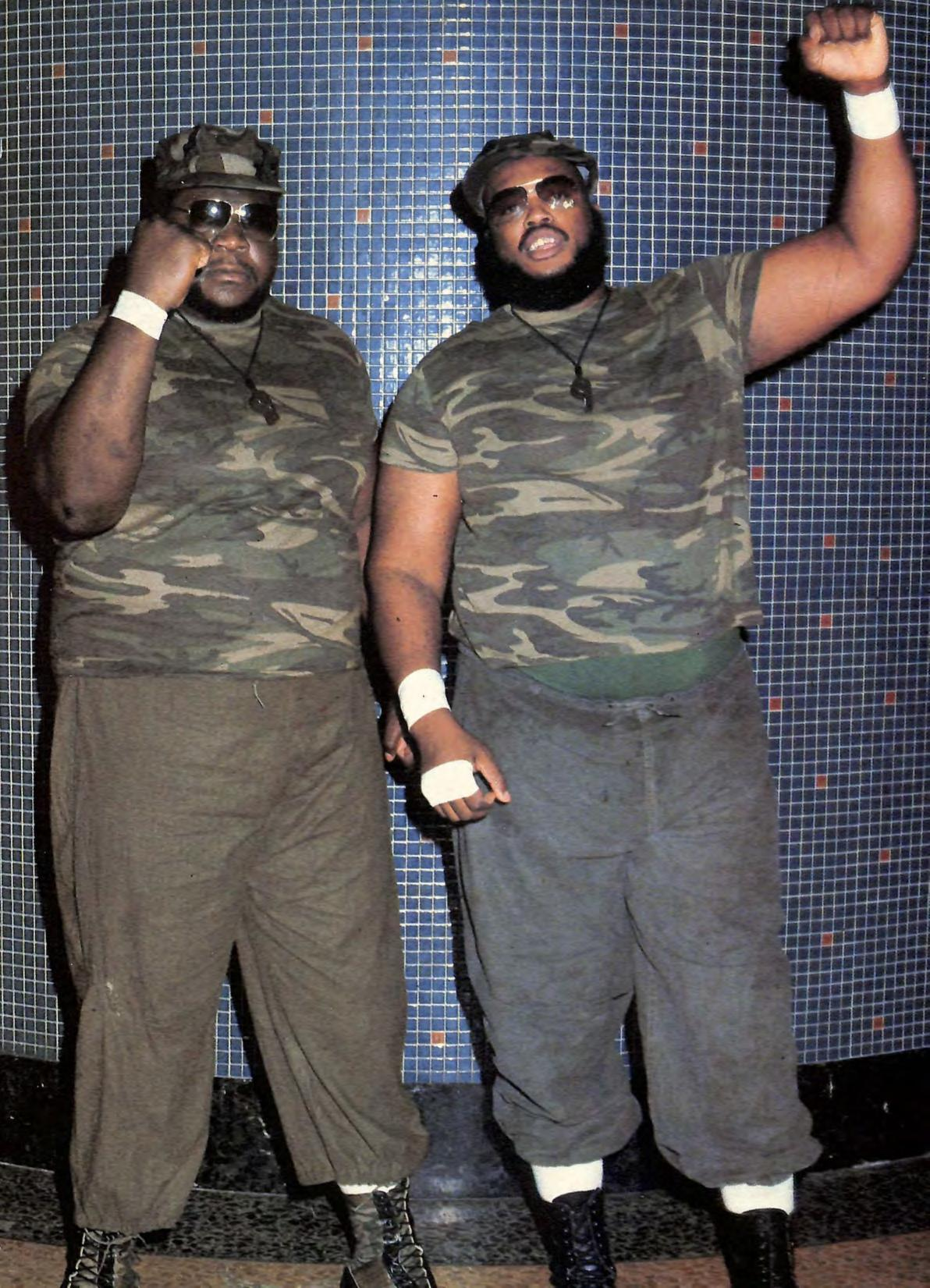
イライジャ・アキーム（右）とのザンブイ・エクスプレス（1983年）

1983年下期からはフロリダ地区でイライジャ・アキームことレロイ・ブラウンと合体。カリーム・モハメッド（Kareem Muhammad）と名乗り、迷彩服を着用したイスラム系アフリカ兵ギミックの超巨漢黒人タッグチーム、ザンブイ・エクスプレス（The Zambuie Express）を結成。ダスティ・ローデス&ブラックジャック・マリガンなどのチームと抗争した。ジェリー・ローラーとジェリー・ジャレットが主宰していたメンフィスのCWAやサンアントニオのテキサス・オールスター・レスリングにも出場し、各地のタッグ王座を奪取している。
1984年3月にはザンビア・エクスプレスのチーム名で新日本プロレスに初登場。以降、ブラウンとのタッグを解散してからも新日本プロレスの常連外国人選手となり、1986年10月の来日ではスーパー・マリオマン（Super Marioman）なる覆面レスラーにも変身している（当時、大ブームだったファミコン用ゲームソフト『スーパーマリオブラザーズ』にあやかった急造マスクマンだが、もともとは別の人物が変身する予定だったともされている）。
アメリカではフロリダを主戦場に迷彩服スタイルを続け、コマンド・レイ（Commando Ray）を名乗ることもあった。1986年11月25日にはバリー・ウインダムを破りNWAフロリダ・ヘビー級王座を獲得。1987年はプエルトリコのWWCに遠征し、ブルーザー・ブロディとも抗争。6月6日にはマイティ・イゴールからプエルトリカン・ヘビー級王座を奪取している。新日本プロレスには1988年2月にも参戦したが、後に体調を崩して引退し、これが最後の来日となった。
1994年5月23日、心臓発作のため死去。42歳没。晩年はレスラーの指導にも携わり、後にECWで活躍するニュー・ジャックやWWEスーパースターのケインらを育てた。

## 得意技
- ヘッドバット
- エルボー・ドロップ
- ボディ・プレス

## 獲得タイトル
全日本プロレス
- インターナショナル・タッグ王座：1回（w / アブドーラ・ザ・ブッチャー）[3]

オール・サウス・レスリング・アライアンス
- ASWAジョージア・ヘビー級王座：1回[28]
- ASWAジョージア・タッグ王座：1回（w / エル・モンゴル）[29]

NWAウエスタン・ステーツ・スポーツ
- NWAウエスタン・ステーツ・ヘビー級王座：1回[4]
- NWAウエスタン・ステーツ・タッグ王座：1回（w / ドリー・ファンク・ジュニア）[5]

NWAミッドアメリカ / コンチネンタル・レスリング・アソシエーション
- NWAミッドアメリカ・タッグ王座：3回（w / ケン・ルーカス、ペッツ・ワトレー×2）[30]
- AWA南部タッグ王座：2回（w / イライジャ・アキーム）[31]

NWAトライステート
- NWAアーカンサス・ヘビー級王座：1回[32]
- NWA北米ヘビー級王座（トライステート版）：1回[33]
- NWA USタッグ王座（トライステート版）：1回（w / スティーブン・リトルベア）[34]

ジョージア・チャンピオンシップ・レスリング
- NWAジョージア・TV王座：2回[7]

サウスイースタン・チャンピオンシップ・レスリング
- NWAアラバマ・ヘビー級王座：1回[17]

チャンピオンシップ・レスリング・フロム・フロリダ
- NWAフロリダ・ヘビー級王座：1回[24]
- NWAフロリダ・グローバル・タッグ王座：1回（w / イライジャ・アキーム）[35]
- NWA USタッグ王座（フロリダ版）：2回（w / イライジャ・アキーム、ハクソー・ヒギンズ）[36]

テキサス・オールスター・レスリング
- TASW 6人タッグ王座：1回（w / イライジャ・アキーム&カマラ）[37]

ワールド・レスリング・カウンシル
- WWCプエルトリカン・ヘビー級王座：1回[25]